# Garrett Morris
Garrett González Morris (Nueva Orleans, Luisiana; 1 de febrero de 1937) es un actor y humorista estadounidense, especialmente conocido por participar en el elenco original de Saturday Night Live entre 1975 y 1980, donde destacó en varios papeles. Por su trabajo en ese programa, Morris obtuvo una nominación al premio Emmy, en 1979. También por su aparición en la exitosa serie 2 Broke Girls (Dos chicas sin blanca) haciendo el papel de Earl, el encargado de la recaudación de la cafetería.
Morris era un cantante de coro en la iglesia desde su juventud, estudió en la Juilliard School of Music y se graduó de la Universidad de Dillard en 1958. Actuó en una serie musical de Broadway, incluyendo Hallelujah, Baby! y Ain't Supposed to Die a Natural Death. También apareció como un profesor de secundaria en la película Cooley High.

## Premios y nominaciones
| Año  | Categoría                           | Premio                   | Trabajo             | Resultado |
| ---- | ----------------------------------- | ------------------------ | ------------------- | --------- |
| 2002 | Mejor actor en una serie de comedia | Independent Spirit Award | Saturday Night Live | Nominado  |
| 1979 | Best Supporting Male                | Emmy                     | Jackpot             | Nominado  |